# Offset-Lithografie
Die Offset-Lithografie ist ein seit den 1930er-Jahren von Künstlern genutztes Flachdruckverfahren.

## Geschichte
Die Original-Lithografie vom Stein wurde bereits seit den 1920er-Jahren im gewerblichen und seit den 1950er-Jahren auch im künstlerischen Bereich zunehmend vom Offsetdruck, also von einem indirekten Druckverfahren, verdrängt. Die Steinlithografie wird heute nur noch in wenigen Kunsthochschulen und in einzelnen handwerklichen Betrieben ausgeübt.
Abgelöst wurde das Originalverfahren im künstlerischen Bereich durch die Offset-Lithografie (auch Alugrafie oder Original-Flachdruck). Bereits auf dem Ersten Amerikanischen Künstlerkongress (First Americans Artists‘ Congress) 1936 schlug der amerikanische Maler und Druckgrafiker Harry Sternberg vor, statt der Handlithografie die kostengünstigere Offset-Lithografie zu nutzen. So könne man eine größere Bevölkerungsgruppe mit hochwertiger Kunst erreichen.

## Technik
Bei der Offset-Lithografie bezeichnet oder bemalt der Künstler mit Fettkreide oder schwarzer Tusche eine transparente Folie, die durch ein chemisches Verfahren auf eine dünne Aluminiumplatte belichtet wird. Das Bild befindet sich nach dem Kopier-, Entwicklungs- und Fixiervorgang auf der flexiblen Druckplatte und kann auf einer Offsetmaschine mittels Gummituch (Zylinder gegen Zylinder) gedruckt werden. Für eine mehrfarbige Offset-Lithografie fertigt man für jeden Farbauszug eine Folie. Durch diese vereinfachte Arbeitsweise, die eine unkomplizierte Handhabung und im Gegensatz zum klassischen Lithografieverfahren eine fast unbegrenzte Druckauflage erlaubt, werden heute nahezu alle „Lithografien“ zeitgenössischer Künstler auf Offset-Druckmaschinen gedruckt. Gleichwohl werden diese Offset-Lithografien meist nur in begrenzter Auflage auf Büttenpapier hergestellt und vom Künstler nummeriert und handsigniert. Heute bedienen sich viele, auch weltbekannte, Künstler der Offset-Lithografie, die erstmals mit der Pop-Art weite Verbreitung fand.
Nicht zu verwechseln sind die Offset-Lithografien, die noch den unveränderten Duktus des Künstlers zeigen, mit Offset-Reproduktionen von Gemälden, Zeichnungen und Aquarellen der Künstler, die fotografisch oder mit Scannern erfasst und in ihre vier Grundfarben zerlegt, beliebig vergrößert oder verkleinert auf Offsetmaschinen gedruckt werden können. Auch diese Offset-Reproduktionen werden oftmals limitiert und handsigniert. Künstler wie Gerhard Richter oder Sigmar Polke haben sich grundsätzlich dieses großtechnischen Verfahrens bei der Herstellung ihrer Druckgrafiken bedient. Für sie gehört diese reproduktive Arbeitsweise zur künstlerischen Strategie.

## Bekannte Offset-Lithografen
- Christo
- Johannes Grützke
- Keith Haring
- Martin Kippenberger
- Roy Lichtenstein
- Robert Rauschenberg
- Robert Indiana
- Mel Ramos
- Andy Warhol